# Medaille für Verdienste in der Kohleindustrie der Deutschen Demokratischen Republik
Die Medaille für Verdienste in der Kohleindustrie der Deutschen Demokratischen Republik war eine staatliche Auszeichnung  der Deutschen Demokratischen Republik (DDR), welche in Form einer tragbaren Medaille verliehen wurde.

## Geschichte
Die Medaille wurde am 29. April 1972 in drei Stufen (Bronze, Silber, Gold) gestiftet. Die Verleihung erfolgte nach einer bestimmten zurückgelegten Anzahl von Dienstjahren. Im Einzelnen hieß das:
- für 40-jährige Dienstzeit in Gold,
- für 25-jährige Dienstzeit in Silber,
- für 15-jährige Dienstzeit in Bronze.

Ihre Verleihung erfolgte an alle Angehörigen der Kohleindustrie für langjährige Zugehörigkeit und hervorragende Leistungen auf diesem Gebiet. Für herausragende Leistungen konnte die Medaille auch vor Erreichen der eigentlichen Dienstzeit verliehen werden.

## Aussehen und Tragweise
Die bronzene, versilberte oder vergoldete Medaille mit einem Durchmesser von 32 mm zeigt auf ihrem Avers mittig die Darstellung eines Tagebaubaggers hinter einer Brikettfabrik. Darunter befinden sich zwei gekreuzte Lorbeerzweige. Das Revers der Medaille zeigt dagegen mittig das Staatswappen der DDR umschlossen von der Umschrift: MEDAILLE FÜR VERDIENSTE (oben) IN DER KOHLEINDUSTRIE DER DDR (unten). Getragen wurde die Medaille an einer 24 mm × 13 mm großen Spange die abwechselnd zu gleichen Teilen schwarz-gelb-schwarz-gelb ist. Die Interimsspange ist von gleicher Beschaffenheit und zeigt zusätzlich mittig die aufgesetzte 10 mm große Miniatur des Avers der Medaille.